# Ostafian Aleksander Tyszkiewicz
Ostafian (Eustachy) Aleksander Tyszkiewicz na Łohojsku herbu Leliwa (zm. w 1690 roku) – podkomorzy brzeskolitewski od 1656 roku i w latach 1670–1690, wójt brzeskolitewski w latach 1650–1690.
W 1674 roku był elektorem Jana III Sobieskiego z województwa brzeskolitewskiego.